# Ochosi

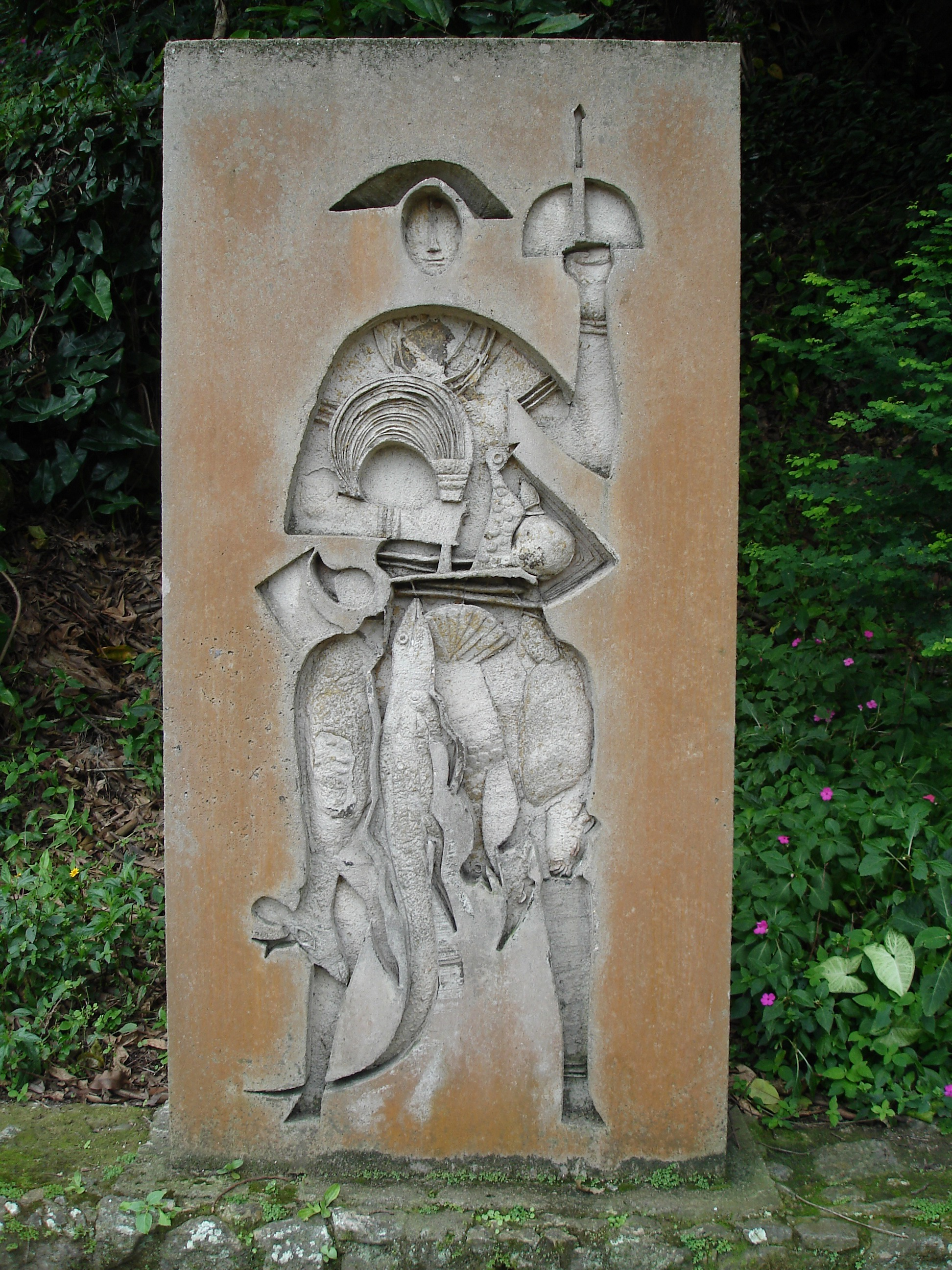
Plastika v parku Catacumba v Riu de Janeiro

Ochosi či Ochossi, Oxosi, nebo Oshosi je v jorubském náboženství oriša spojený s lovem, lesy, zvířaty a bohastvím a spravedlností. Podle mytologie žije v paláci oriši Obataly. Většinou je spojován s dalšími oriši Eleguou a Ogounem, válečníky.
Je synkretizován se svatým Norbertem a někdy také se svatým Hubertem a svatým Šebestiánem.
Mezi jeho atributy patří šípy, luk, oštěp, štít, lovecké potřeby. Dále čísla 3 a 7, modrá a jantarová barva.